# Frameries
Frameries is een plaats en gemeente in de Belgische provincie Henegouwen. De erg verstedelijkte gemeente telt ruim 21.000 inwoners en ligt in de Borinage, een oude industrieregio ten zuidwesten van Bergen.
In de gemeente bevindt zich de steenkoolmijn van Frameries.

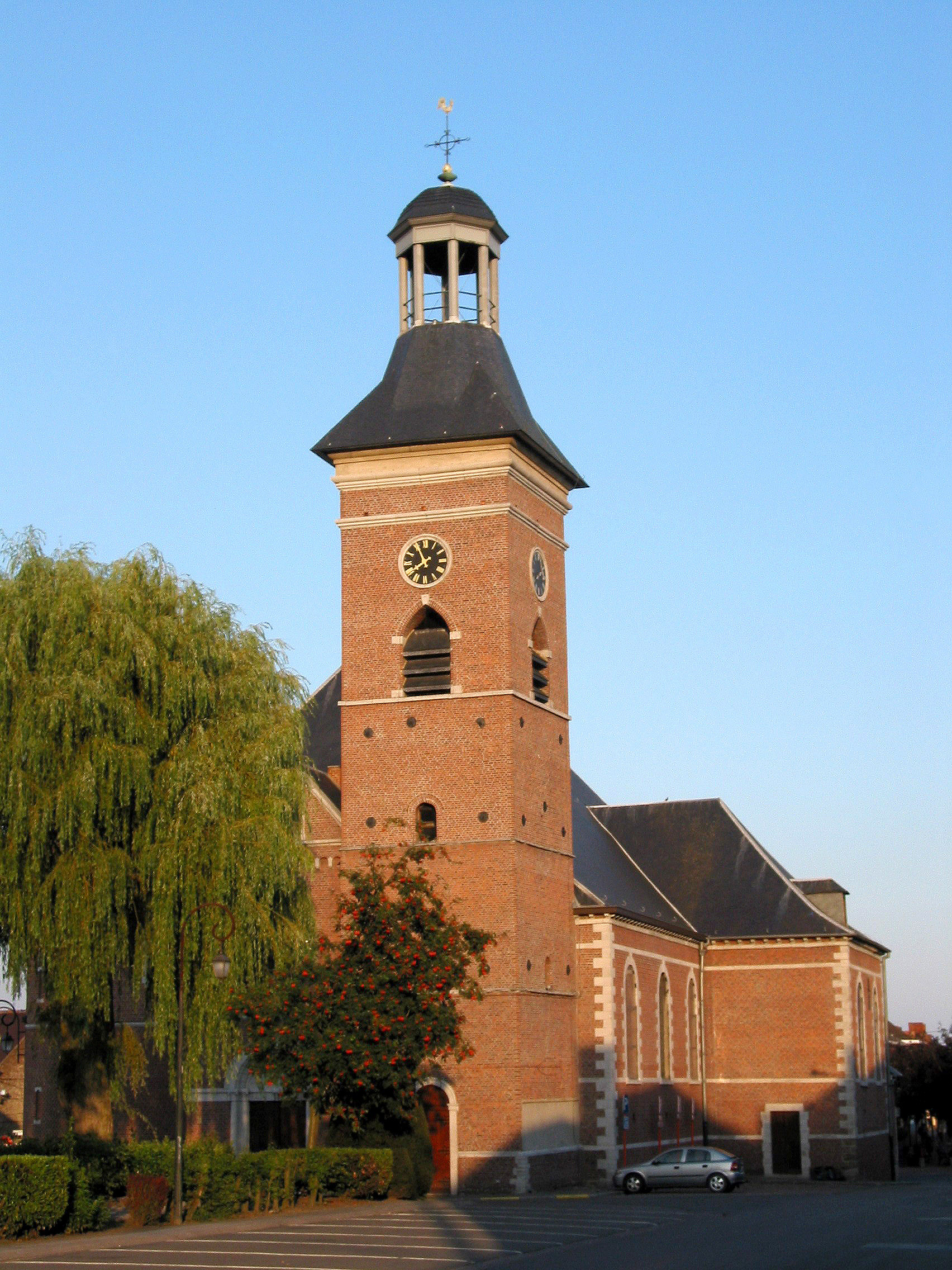
Eglise Sainte-Waudru

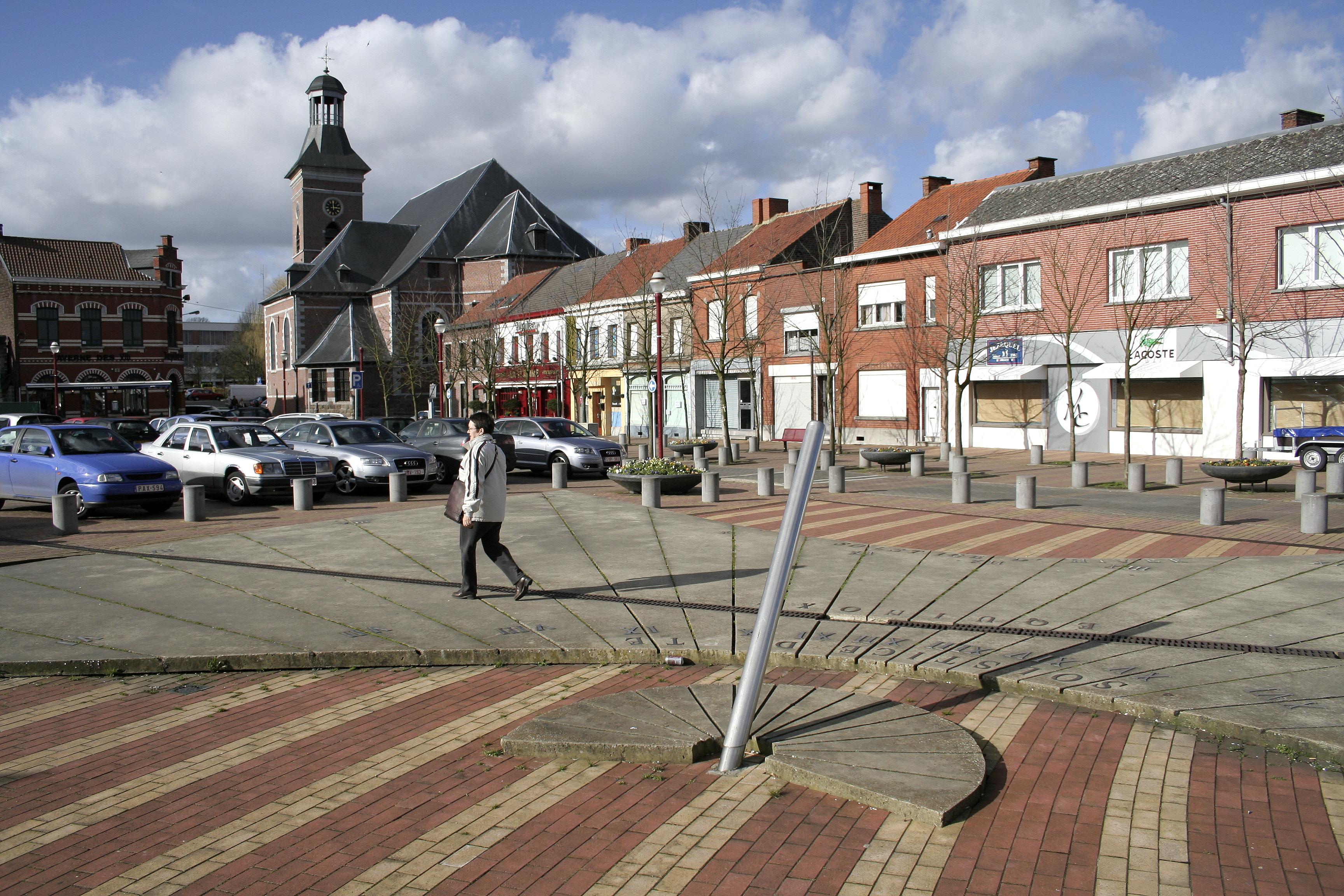
Grote Markt met zonnewijzer

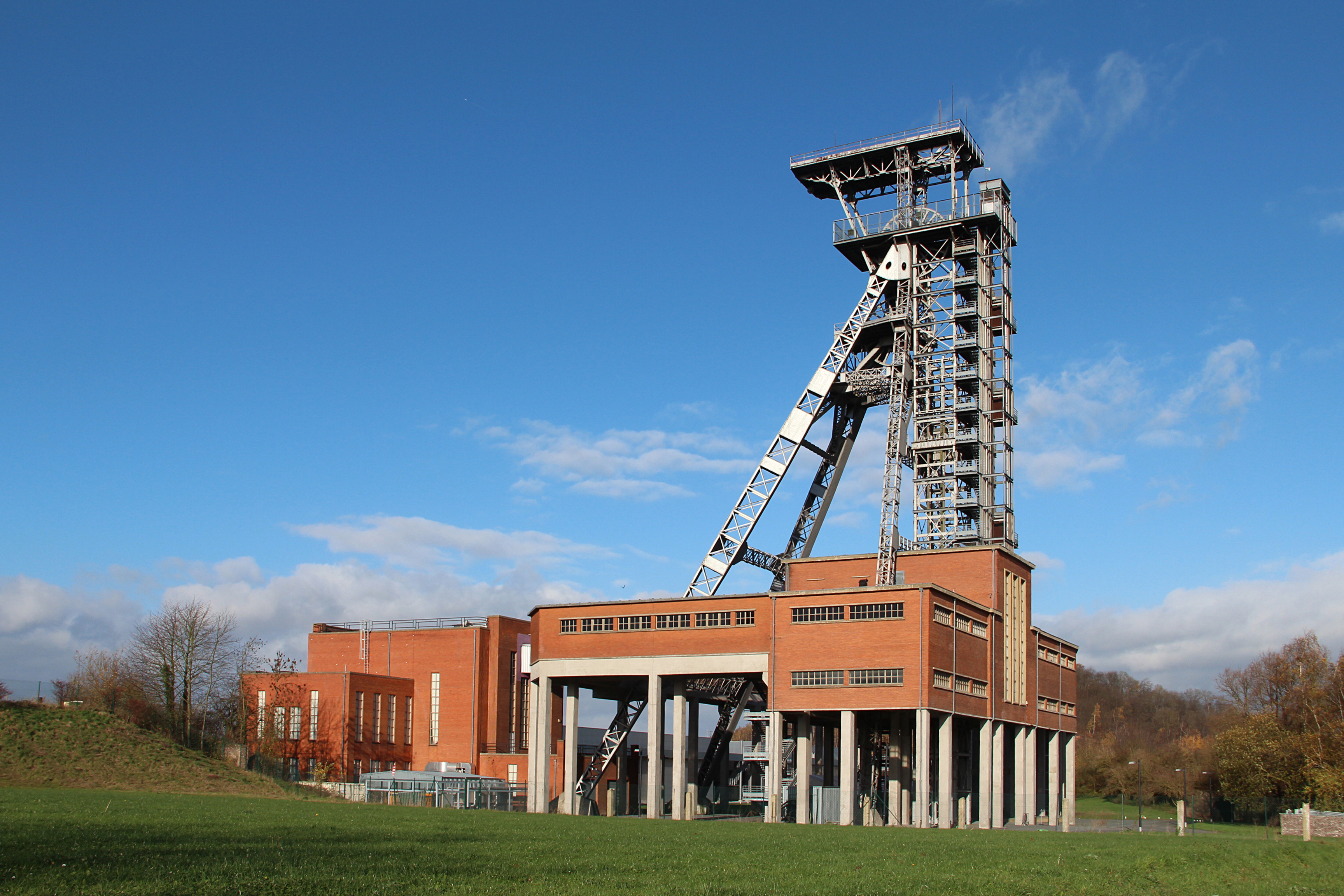
Gerestaureerde kolenmijn nu PASS

## Kernen
Naast Frameries zelf telt de gemeente nog vier andere deelgemeenten. Frameries-centrum, La Bouverie en Eugies zijn uitgegroeid tot één verstedelijkte kern, die verder vergroeid is met die van de buurgemeente Colfontaine. Noirchain is een kleiner dorp, iets meer naar het oosten. Sars-la-Bruyère ligt als landelijk dorpje afgezonderd in het zuiden.

### Deelgemeenten
| # | Naam            | Opp. (km²) | Inwoners (2020) | Inwoners per km² | NIS-code |
| - | --------------- | ---------- | --------------- | ---------------- | -------- |
| 1 | Frameries       | 6,66       | 10.368          | 1.557            | 53028A   |
| 2 | Noirchain       | 2,73       | 443             | 162              | 53028B   |
| 3 | La Bouverie     | 2,96       | 7.122           | 2.410            | 53028C   |
| 4 | Eugies          | 5,36       | 3.179           | 594              | 53028D   |
| 5 | Sars-la-Bruyère | 8,39       | 846             | 101              | 53028E   |

## Bezienswaardigheden
- Het Pass (Parc d'Aventures Scientifiques et de Société) is een avonturenpark en wetenschapspark bij de gerestaureerde vroegere koolmijn  Crachet-Picquery.
- De Sint-Waltrudiskerk heeft een 15e-eeuws schip. De overige delen van de kerk werden herbouwd in 1717 en 1840.
- De Heilig Hartkerk (Église du Sacré-Coeur) is een eenvoudige kerk met zijkapellen en een dakruiter, gebouwd in 1910.
- Het standbeeld van Alfred Defuisseaux, van 1905, door Paul Du Bois.
- Het standbeeld van Désiré Maroille, van 1925

## Natuur en landschap
Frameries ligt aan de zuidoostkant van de Borinage. Ten oosten van de kom ligt een bedrijventerrein (Zoning de Frameries). De hoogte aan de kerk bedraagt 111 meter.

## Economie
In Frameries speelde de steenkoolwinning een belangrijke rol. Al in 1274 werd er melding van gemaakt maar sinds de 2e helft van de 18e eeuw gebeurde dit op industriële schaal. Diverse mijnbedrijven waren hier actief. Een schacht van 1018 meter diepte was één der diepste van de Borinage. In Omstreeks 1960 waren alle mijnen gesloten. Enkele terrils en mijngebouwen bleven behouden.

## Demografische ontwikkeling

### Demografische ontwikkeling voor de fusie
- Bron:NIS - Opm:1831 t/m 1970=volkstellingen; 1976= inwoneraantal op 31 december
- 1846: Afsplitsing van La Bouverie in 1845

### Demografische ontwikkeling van de fusiegemeente
Alle historische gegevens hebben betrekking op de huidige gemeente, inclusief deelgemeenten, zoals ontstaan na de fusie van 1 januari 1977.
- Bronnen:NIS, Opm:1831 tot en met 1981=volkstellingen; 1990 en later= inwonertal op 1 januari

| Inwoners van jaar tot jaar op 1 januari 1992 tot heden | Inwoners van jaar tot jaar op 1 januari 1992 tot heden | Inwoners van jaar tot jaar op 1 januari 1992 tot heden |
| jaar                                                   | Aantal                                                 | Evolutie: 1992=index 100                               |
| ------------------------------------------------------ | ------------------------------------------------------ | ------------------------------------------------------ |
| 1992                                                   | 21.320                                                 | 100,0                                                  |
| 1993                                                   | 21.268                                                 | 99,8                                                   |
| 1994                                                   | 21.091                                                 | 98,9                                                   |
| 1995                                                   | 21.003                                                 | 98,5                                                   |
| 1996                                                   | 21.050                                                 | 98,7                                                   |
| 1997                                                   | 20.922                                                 | 98,1                                                   |
| 1998                                                   | 20.914                                                 | 98,1                                                   |
| 1999                                                   | 20.807                                                 | 97,6                                                   |
| 2000                                                   | 20.679                                                 | 97,0                                                   |
| 2001                                                   | 20.708                                                 | 97,1                                                   |
| 2002                                                   | 20.667                                                 | 96,9                                                   |
| 2003                                                   | 20.647                                                 | 96,8                                                   |
| 2004                                                   | 20.628                                                 | 96,8                                                   |
| 2005                                                   | 20.600                                                 | 96,6                                                   |
| 2006                                                   | 20.646                                                 | 96,8                                                   |
| 2007                                                   | 20.729                                                 | 97,2                                                   |
| 2008                                                   | 20.720                                                 | 97,2                                                   |
| 2009                                                   | 20.784                                                 | 97,5                                                   |
| 2010                                                   | 20.997                                                 | 98,5                                                   |
| 2011                                                   | 21.138                                                 | 99,1                                                   |
| 2012                                                   | 21.253                                                 | 99,7                                                   |
| 2013                                                   | 21.568                                                 | 101,2                                                  |
| 2014                                                   | 21.617                                                 | 101,4                                                  |
| 2015                                                   | 21.734                                                 | 101,9                                                  |
| 2016                                                   | 21.828                                                 | 102,4                                                  |
| 2017                                                   | 21.765                                                 | 102,1                                                  |
| 2018                                                   | 21.878                                                 | 102,6                                                  |
| 2019                                                   | 21.934                                                 | 102,9                                                  |
| 2020                                                   | 21.959                                                 | 103,0                                                  |
| 2021                                                   | 21.745                                                 | 102,0                                                  |
| 2022                                                   | 21.717                                                 | 101,9                                                  |
| 2023                                                   | 21.792                                                 | 102,2                                                  |
| 2024                                                   | 21.671                                                 | 101,6                                                  |
| 2025                                                   | 21.630                                                 | 101,5                                                  |

## Politiek
Burgemeesters van Frameries waren:
- 1896-1919 : Désiré Maroille
- 1919-1932 : Alexis Andry
- 1932-WO II : Firmin Pierard
- 1992-2009 : Didier Donfut
  - 2004-2009 : Jean-Marc Dupont (plaatsvervangend)
- 2009-2024 : Jean-Marc Dupont
- 2024-heden : Manu Disabato

### Resultaten gemeenteraadsverkiezingen sinds 1976
| Partij               | Partij                                        | 10-10-1976 | 10-10-1976 | 10-10-1982 | 10-10-1982 | 9-10-1988 | 9-10-1988 | 9-10-1994 | 9-10-1994 | 8-10-2000 | 8-10-2000 | 8-10-2006 | 8-10-2006 | 14-10-2012 | 14-10-2012 | 14-10-2018 | 14-10-2018 | 13-10-2024 | 13-10-2024 |
| Stemmen / Zetels     | Stemmen / Zetels                              | %          | 27         | %          | 27         | %         | 27        | %         | 27        | %         | 27        | %         | 27        | %          | 27         | %          | 27         | %          | 27         |
| -------------------- | --------------------------------------------- | ---------- | ---------- | ---------- | ---------- | --------- | --------- | --------- | --------- | --------- | --------- | --------- | --------- | ---------- | ---------- | ---------- | ---------- | ---------- | ---------- |
|                      | PS                                            | 58,45      | 17         | 53,62      | 16         | 49,63     | 15        | 40,11     | 13        | 48,91     | 15        | 44,67     | 13        | 49,03      | 16         | 41,41      | 13         | 46,51      | 13         |
|                      | PRL1 / PRL-MCC2 / MR3/ MR&Vous4               | 6,261      | 1          | 10,471     | 2          | 8,381     | 1         | 6,81      | 1         | 10,642    | 2         | 12,663    | 3         | 11,13      | 2          | 9,553      | 2          | 22,664     | 6          |
|                      | UCF1 / UCF-PSC2 / PSC3 / cdH4 / Be FrameriesA | 29,051     | 8          | 27,11      | 8          | 37,842    | 11        | 41,663    | 13        | 32,271    | 9         | 34,484    | 10        | 23,614     | 7          | 28,91A     | 9          | 30,83A     | 8          |
|                      | ECOLO1 / Be FrameriesA                        | -          |            | -          |            | -         |           | 5,041     | 0         | 8,191     | 1         | 8,191     | 1         | 8,341      | 1          | 28,91A     | 9          | 30,83A     | 8          |
|                      | PTB                                           | -          |            | -          |            | -         |           | -         |           | -         |           | -         |           | -          |            | 11,14      | 3          | -          |            |
|                      | PP                                            | -          |            | -          |            | -         |           | -         |           | -         |           | -         |           | 7,92       | 1          | 4,98       | 0          | -          |            |
|                      | PCB1 / PC2                                    | 6,231      | 1          | 8,811      | 1          | 4,152     | 0         | -         |           | -         |           | -         |           | -          |            | -          |            | -          |            |
| Anderen(*)           | Anderen(*)                                    | -          |            | -          |            | -         |           | 6,38      | 0         | -         |           | -         |           | -          |            | 4,00       | 0          | -          |            |
| Totaal stemmen       | Totaal stemmen                                | 14142      | 14142      | 13653      | 13653      | 13484     | 13484     | 13280     | 13280     | 13783     | 13783     | 13836     | 13836     | 13940      | 13940      | 13947      | 13947      | 13377      | 13377      |
| Opkomst %            | Opkomst %                                     |            |            |            |            | 93,15     | 93,15     | 92,72     | 92,72     | 92,37     | 92,37     | 91,98     | 91,98     | 88,55      | 88,55      | 87,33      | 87,33      | 83,44      | 83,44      |
| Blanco en ongeldig % | Blanco en ongeldig %                          | 3,82       | 3,82       | 5,76       | 5,76       | 6,19      | 6,19      | 5,61      | 5,61      | 8,35      | 8,35      | 9,00      | 9,00      | 9,00       | 9,00       | 10,30      | 10,30      | 10,03      | 10,03      |

(*) 1994: EMPLOI (3,29%), FRW (1,69%), GU (1,4%) / 2018: Agir (2,00%), La Droite (2,00%)
De gevormde meerderheidscoalitie wordt vet aangegeven. De grootste partij is in kleur.

## Geboren in Frameries
- Jules Dufrane (1848-1935), politicus
- Paul Hankar (1859-1901), art-nouveau-architect
- Désiré Maroille (1862-1919), politicus
- Joseph Bidez (1867-1945), classicus en historicus
- Louis Piérard (1886-1951), politicus en schrijver
- Jacques Stoquart (1931-2018), scenarioschrijver van stripverhalen
- Maggy Wauters (1953), discuswerpster
- Didier Beugnies (1961), voetballer en voetbaltrainer
- Georges-Louis Bouchez (1986), politicus

## Sport
In Frameries wordt jaarlijks de wielerwedstrijd Grand Prix Pino Cerami georganiseerd.

## Nabijgelegen kernen
La Bouverie, Eugies, Genly, Noirchain, Cuesmes, Flénu